# Дніпровський академічний театр драми та комедії
Дніпровський академічний театр драми та комедії — драматичний театр у місті Дніпро.

## Розташування
Академічний театр драми та комедії розташований на головній вулиці міста — проспекті Дмитра Яворницького, 97, на Половицькій площі.

## Історія

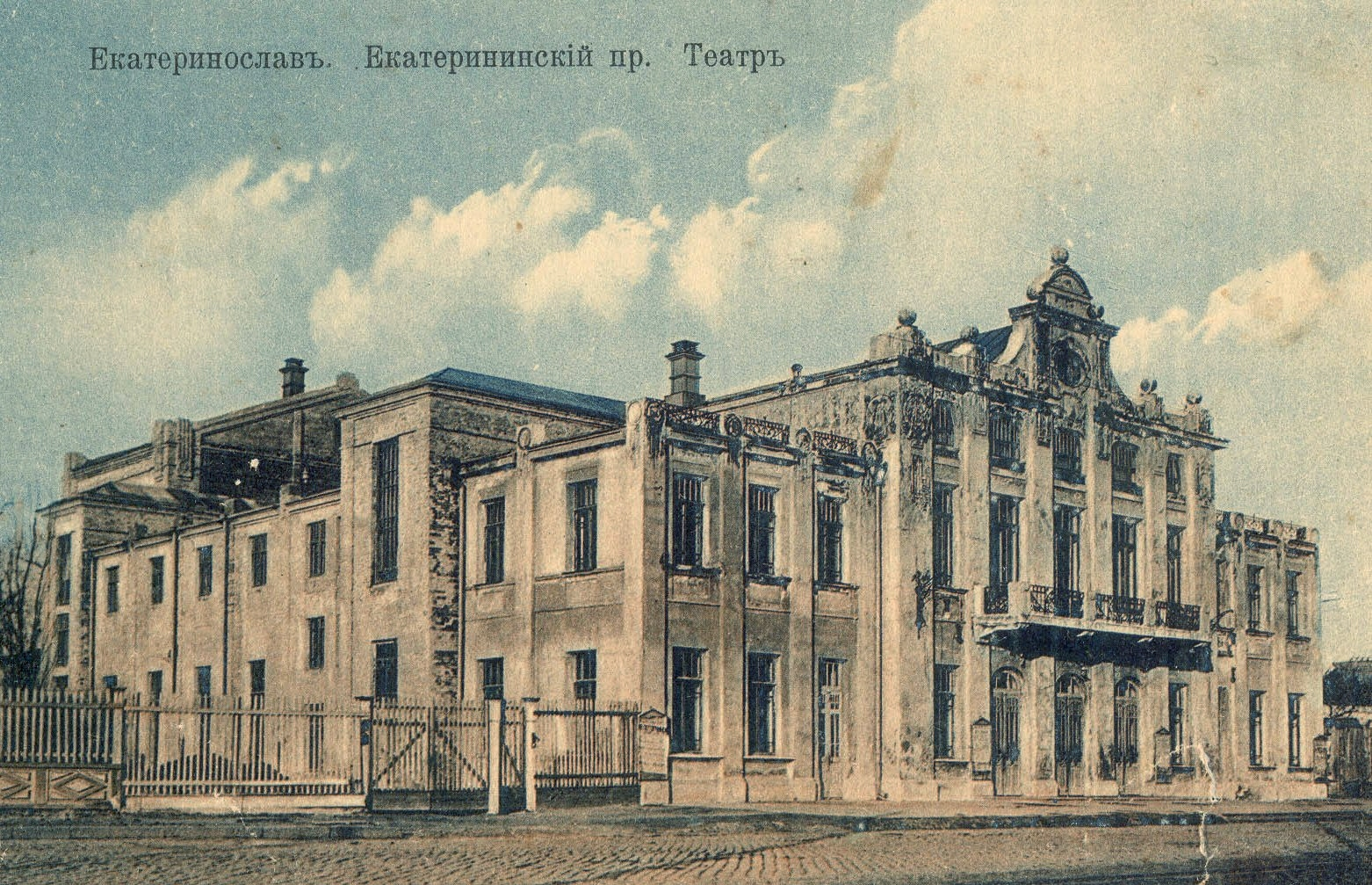
Будівля театру (1907—1917)

Першочергово будівля була споруджена як зимова гімнастична зала для учнів середніх навчальних закладів у листопаді 1900 року у північно-східній частині Технічного саду, біля його кордону з Міським садом. Замовником було Катеринославське товариство з піклування дітей.
Зала отримала сцену, партер, ложі, тому могла використовуватися не лише як гімнастична, а і як театральна. Вона стала першою громадською будівлею міста, конструкції якої було виконано із монолітного залізобетону (роботи виконувала компанія «Монікур та Еггерт»). Під час відкриття споруда отримала неофіційну назву — Новий Зимовий театр (до цього — Зимовим театром містяни називали Аудиторію народних читань).
У середині 1900-х років, після того, як при начальних закладах було споруджено декілька гімнастичних залів й потреба в такому закладі зменшилася, Товариство ухвалило перетворити будівлю на комерційну установу. У 1906—1907 роках відбулося перепланування споруди за проєктом губернського архітектора Федора Булацеля у стилі модерн. Були добудовані фоє, службові приміщення, сходи. Глядацька зала зросла до п'яти ярусів лож та балконів. Оновлена зала була розрахована на 1 200 глядачів, та стала найбільшою у місті. Власної трупи театр не мав.
Театр засновано 1927 року за рішенням виконкому міської ради на базі трупи московського Малого театру, що гастролював тоді у місті. Перша назва — Зимовий театр імені Луначарського.
На чолі нового театру став режисер і актор Малого театру Володимир Єрмолок-Бороздін. Його концепція творчості існує дотепер: «З сучасниками говорити про сучасне й сучасною мовою».
У 1934 році театр був перейменований на Театр російської драми імені російського радянського письменника Максима Горького.
У грудні 2016 року Дніпропетровська обласна рада ухвалила рішення змінити назву закладу з «Дніпропетровський академічний театр російської драми ім. М. Горького» на «Дніпровський академічний театр драми та комедії».
3 2019 року колектив театру обрав власну назву «Театр ДРАМіКОМ».

## Персоналії
За період існування театру в ньому працювали:
Режисери:
- Павло Рудін, Олександр Сумароков, С. Вазлін, Ілля Кобринський, Євген Зубовський, Віталій Ковалевський, Ю. Ніколаєв, Володимир Мазур, В. Пінський, В. Саранчук, А. Голубенко, Жан Мельников, О. Кириченко, Артур Опрятний., Антон Меженін.

Актори:
- Е. Шершньова, М. Шабельська, Ф. Баглей, А. Горський, Ада Сонц, В. Кенігсон, В. Єфімов, Роза  Подьякова, С. Рунцова, Ю. Максимов, Андрій Рудяков, Г. Кремерт. Леонід Бакштаєв, Е. Соколовський, А. Щолоков, Е. Корсунь, Віктор Баєнко, А. Павлова, А. Красноплахтіч, Володимир Горянський, Л. Морозова, Л. Шкуркина, Н. Коновалов, Н. Кудря, Володимир Куркін, Віктор Гунькін, Неллі Масальська, Ілона Соляник, Арсен Босенко, Андрій Мельников, Олена Попова, Вікторія Чепурна, Анжеліка Ніколаєва, Вікторія Рудавська, Людмила Журавель, Олексій Клейменов, Валерій Зубчик, Олександр Мішін, Анатолій Мормишка, Нінель Амутних, Тетяна Захарова, Марія Мілєнковіч, Влад Лебедєв, Валерія Лагода, Анастасія Плахтій, Олександр Плахтій, Анастасія Леміш, Єгор Герасимов, Юрій Захаров, Діана Данилюк, Леонід Русаков, Ярослав Савченко, Анатолій Корольов, Олександра Ковальчук, Софія Криворотова, Артур Данилюк тощо.

Художники:
- 3. Фукс, Г. Еллінський, А. Ганцев, А, Мерзлякова, В. Семенюк, В. Козловський, В. Мелещенко, Микола Аніщенко, Світлана Югова.

Особи інших театральних професій:
- А. Карпов, Н. Качурина, Л. Іллінський, Д. Гирло, В. Фролов, С. Горелик, Н. Цибров, В. Єфремов.